# Lövåstjärnen, Härjedalen
Lövåstjärnen är en sjö i Härjedalens kommun i Härjedalen och ingår i Ljusnans huvudavrinningsområde.